# وینزویل (جورجیا)
وینزویل (به انگلیسی: Waynesville) یک منطقهٔ مسکونی در ایالات متحده آمریکا است که در Brantley County واقع شده‌است.